# آنونا اسکلرودرما
آنونا اسکلرودرما (نام علمی: Annona scleroderma) نام یک گونه از تیره آنوناسه است.